# 18. ceremonia wręczenia Satelitów
18. ceremonia wręczenia Satelitów za rok 2013 odbyła się 9 marca 2014 roku w Los Angeles. Nominacje do tej nagrody zostały ogłoszone przez IPA 2 grudnia 2013.

## Nominowani
Laureaci nagród wyróżnieni są wytłuszczeniem

### Produkcje kinowe

#### Najlepszy film
- Zniewolony
  - Co jest grane, Davis?
  - Tajemnica Filomeny
  - American Hustle
  - Grawitacja
  - Wilk z Wall Street
  - Ratując pana Banksa
  - Wszystko stracone
  - Blue Jasmine
  - Kapitan Phillips

#### Najlepsza aktorka w filmie fabularnym
- Cate Blanchett − Blue Jasmine
  - Meryl Streep − Sierpień w hrabstwie Osage
  - Judi Dench − Tajemnica Filomeny
  - Sandra Bullock − Grawitacja
  - Adèle Exarchopoulos − Życie Adeli
  - Emma Thompson − Ratując pana Banksa
  - Amy Adams − American Hustle
  - Julia Louis-Dreyfus − Ani słowa więcej

#### Najlepszy aktor w filmie fabularnym
- Matthew McConaughey − Witaj w klubie
  - Robert Redford − Wszystko stracone
  - Christian Bale − American Hustle
  - Tom Hanks − Kapitan Phillips
  - Bruce Dern − Nebraska
  - Chiwetel Ejiofor − Zniewolony
  - Leonardo DiCaprio − Wilk z Wall Street
  - Forest Whitaker − Kamerdyner

#### Najlepsza aktorka w roli drugoplanowej
- June Squibb − Nebraska
  - Julia Roberts − Sierpień w hrabstwie Osage
  - Léa Seydoux − Życie Adeli
  - Oprah Winfrey − Kamerdyner
  - Lupita Nyong’o − Zniewolony
  - Sally Hawkins − Blue Jasmine
  - Emily Watson − Złodziejka książek
  - Jennifer Lawrence − American Hustle

#### Najlepszy aktor w roli drugoplanowej
- Jared Leto − Witaj w klubie
  - Jake Gyllenhaal − Labirynt
  - Harrison Ford − 42 – Prawdziwa historia amerykańskiej legendy
  - Casey Affleck − Zrodzony w ogniu
  - Bradley Cooper − American Hustle
  - Ryan Gosling − Drugie oblicze
  - Michael Fassbender − Zniewolony
  - Tom Hanks − Ratując pana Banksa

#### Najlepsza reżyseria
- Steve McQueen − Zniewolony
  - Joel i Ethan Coenowie − Co jest grane, Davis?
  - Ron Howard − Wyścig
  - Martin Scorsese − Wilk z Wall Street
  - Paul Greengrass − Kapitan Phillips
  - David O. Russell − American Hustle
  - Woody Allen − Blue Jasmine
  - Alfonso Cuarón − Grawitacja

#### Najlepszy scenariusz oryginalny
- David O. Russell i Eric Warren Singer − American Hustle
  - Joel i Ethan Coenowie − Co jest grane, Davis?
  - Nicole Holofcener − Ani słowa więcej
  - Spike Jonze − Ona
  - Woody Allen − Blue Jasmine
  - Kelly Marcel i Sue Smith − Ratując pana Banksa

#### Najlepszy scenariusz adaptowany
- Jeff Pope i Steve Coogan − Tajemnica Filomeny
  - Billy Ray − Kapitan Phillips
  - Terence Winter − Wilk z Wall Street
  - Ethan Hawke, Julie Delpy i Richard Linklater − Przed północą
  - John Ridley − Zniewolony
  - Peter Berg − Ocalony

#### Najlepszy film zagraniczny
- / W kręgu miłości
  -  Polowanie
  -  Życie Adeli
  -  Four Corners
  -  Dziewczynka w trampkach
  - // Kręgi
  - / Przeszłość
  -  Wielkie piękno
  -  Metro Manila
  - / Bethlehem

#### Najlepszy film animowany lub produkcja wykorzystująca live action
- Kaze Tachinu
  - Ernest i Celestyna
  - Turbo
  - Krudowie
  - Kraina lodu
  - Klopsiki kontratakują
  - Tajemnica zielonego królestwa
  - Uniwersytet potworny

#### Najlepsza muzyka
- Steven Price − Grawitacja
  - Alexandre Desplat − Tajemnica Filomeny
  - Hans Zimmer − Zniewolony
  - Arcade Fire − Ona
  - Theodore Shapiro − Sekretne życie Waltera Mitty
  - John Williams − Złodziejka książek

#### Najlepsza piosenka
- Young and Beautiful z filmu Wielki Gatsby
  - Happy z filmu Minionki rozrabiają
  - I See Fire z filmu Hobbit: Pustkowie Smauga
  - Let It Go z filmu Kraina lodu
  - Please Mr. Kennedy z filmu Co jest grane, Davis?
  - So You Know What It's Like z filmu Przechowalnia numer 12

#### Najlepsze zdjęcia
- Bruno Delbonnel − Co jest grane, Davis?
  - Sean Bobbitt − Zniewolony
  - Emmanuel Lubezki − Grawitacja
  - Roger Deakins − Labirynt
  - Anthony Dod Mantle − Wyścig
  - Stuart Dryburgh − Sekretne życie Waltera Mitty

#### Najlepszy montaż
- Crispin Struthers i Jay Cassidy − American Hustle
  - Thelma Schoonmaker − Wilk z Wall Street
  - Gary D. Roach i Joel Cox − Labirynt
  - Alfonso Cuarón i Mark Sanger − Grawitacja
  - Daniel P. Hanley i Mike Hill − Wyścig
  - Joe Walker − Zniewolony

#### Najlepsza scenografia i dekoracje wnętrz
- Beverly Dunn i Catherine Martin − Wielki Gatsby
  - Maria Djurkovic i Tatiana Macdonald − Kobieta w ukryciu
  - Lauren E. Polizzi i Michael Corenblith − Ratując pana Banksa
  - Diane Lederman i Tim Galvin − Kamerdyner
  - Mark Digby i Patrick Rolfe − Wyścig
  - Nancy Haigh i Robert Stromberg − Oz: Wielki i potężny

#### Najlepsze kostiumy
- Michael O’Connor − Kobieta w ukryciu
  - Daniel Orlandi − Ratując pana Banksa
  - Patricia Norris − Zniewolony
  - Julian Day − Wyścig
  - Catherine Martin − Wielki Gatsby
  - Gary Jones − Oz: Wielki i potężny

#### Najlepsze efekty specjalne
- Charles Howell, Chris Lawrence i Tim Webber − Grawitacja
  - Andrew R. Jones, Jessica Norman, Matt Johnson i Scott Farrar − World War Z
  - Markus Manninen i Matt Baer − Krudowie
  - James Schwalm, Scott Stokdyk i Troy Saliba − Oz: Wielki i potężny
  - Antoine Moulineau, Jody Johnson i Mark Hodgkins − Wyścig
  - Brendon O’Dell, Colin Davies i Robert Munroe − Wszystko stracone

#### Najlepszy dźwięk
- Glenn Freemantle, Niv Adiri i Skip Lievsay − Grawitacja
  - Christopher Scarabosio, Craig Berkey, Dave Whitehead i David Husby − Elizjum
  - Brandon Proctor, Micah Bloomberg, Richard Hymns i Steve Boeddeker − Wszystko stracone
  - Danny Hambrook, Frank Kruse i Markus Stemler − Wyścig
  - Greg Orloff, Paul Urmson, Peter Kurland i Skip Lievsay − Co jest grane, Davis?
  - Chris Burdon, Mark Taylor, Mike Prestwood Smith i Oliver Tarney − Kapitan Phillips

#### Najlepszy film dokumentalny
- Czarna ryba
  - O krok od sławy
  - Evocateur: The Morton Downey Jr. Movie
  - The Square
  - American Promise
  - Scena zbrodni
  - Historie rodzinne
  - Vermeer według Tima
  - Sound City
  - W ślady Tillera

### Produkcje telewizyjne

#### Najlepszy serial dramatyczny
- Breaking Bad, AMC
  - Last Tango in Halifax, BBC
  - Masters of Sex, Showtime
  - Mad Men, AMC
  - Żona idealna, CBS
  - Zawód: Amerykanin, FX
  - Homeland, Showtime
  - Downton Abbey, PBS
  - House of Cards, Netflix
  - Rectify, Sundance Channel

#### Najlepszy serial komediowy
- Orange Is the New Black, Netflix
  - Współczesna rodzina, ABC
  - Brooklyn 9-9, Fox
  - Iluminacja, HBO
  - Figurantka, HBO
  - Alpha House, Amazon Studios
  - The Wrong Mans, BBC
  - Teoria wielkiego podrywu, CBS
  - Zapiski młodego lekarza, Ovation TV

#### Najlepszy miniserial/serial gatunkowy
- Gra o tron, HBO
  - American Horror Story: Coven, FX
  - The Walking Dead, AMC
  - Arrow, The CW
  - Dawno, dawno temu, ABC
  - Agenci T.A.R.C.Z.Y., ABC
  - Grimm, NBC
  - Orphan Black, BBC America
  - The Returned, Sundance Channel
  - Nie z tego świata, The CW

#### Najlepszy miniserial/film telewizyjny
- Dancing on the Edge, Starz
  - Koniec defilady, HBO
  - Generation War, Film GmbH, ZDF
  - The White Queen, Starz
  - Burton & Taylor, BBC America
  - Mob City, TNT
  - Tajemnice Laketop, Sundance Channel
  - Wielki Liberace, HBO
  - Phil Spector, HBO
  - The Big C: Hereafter, Showtime

#### Najlepsza aktorka w serialu dramatycznym
- Robin Wright − House of Cards
  - Keri Russell − Zawód: Amerykanin
  - Vera Farmiga − Bates Motel
  - Anne Reid − Last Tango in Halifax
  - Olivia Colman − Broadchurch
  - Lizzy Caplan − Masters of Sex
  - Tatiana Maslany − Orphan Black
  - Abigail Spencer − Rectify

#### Najlepszy aktor w serialu dramatycznym
- Bryan Cranston − Breaking Bad
  - Jon Hamm − Mad Men
  - Freddie Highmore − Bates Motel
  - Derek Jacobi − Last Tango in Halifax
  - Jeff Daniels − Newsroom
  - Kevin Spacey − House of Cards
  - Michael Sheen − Masters of Sex
  - Aden Young − Rectify

#### Najlepsza aktorka w serialu komediowym
- Taylor Schilling − Orange Is the New Black
  - Lena Dunham − Dziewczyny
  - Julia Louis-Dreyfus − Figurantka
  - Laura Dern − Iluminacja
  - Amy Poehler − Parks and Recreation
  - Zooey Deschanel − Jess i chłopaki
  - Edie Falco − Siostra Jackie
  - Jessica Walter − Bogaci bankruci

#### Najlepszy aktor w serialu komediowym
- John Goodman − Alpha House
  - Jake Johnson − Jess i chłopaki
  - Jim Parsons − Teoria wielkiego podrywu
  - James Corden − The Wrong Mans
  - Mathew Baynton − The Wrong Mans
  - Don Cheadle − Kłamstwa na sprzedaż
  - Andre Braugher − Brooklyn 9-9

#### Najlepsza aktorka w miniserialu lub filmie telewizyjnym
- Elisabeth Moss − Tajemnice Laketop
  - Holliday Grainger − Bonnie and Clyde: Dead and Alive
  - Jessica Lange − American Horror Story: Coven
  - Helen Mirren − Phil Spector
  - Rebecca Hall − Koniec defilady
  - Laura Linney − The Big C: Hereafter
  - Helena Bonham Carter − Burton & Taylor
  - Melissa Leo − Pięć filmów o szaleństwie

#### Najlepszy aktor w miniserialu lub filmie telewizyjnym
- Michael Douglas − Wielki Liberace
  - Matt Damon − Wielki Liberace
  - Benedict Cumberbatch − Koniec defilady
  - Matthew Goode − Dancing on the Edge
  - Chiwetel Ejiofor − Dancing on the Edge
  - Peter Mullan − Tajemnice Laketop
  - Al Pacino − Phil Spector
  - Dominic West − Burton & Taylor

#### Najlepsza aktorka drugoplanowa w serialu, miniserialu lub filmie telewizyjnym
- Laura Prepon − Orange Is the New Black
  - Anna Gunn − Breaking Bad
  - Emilia Clarke − Gra o tron
  - Uzo Aduba − Orange Is the New Black
  - Merritt Wever − Siostra Jackie
  - Margo Martindale − Zawód: Amerykanin
  - Judy Parfitt − Z pamiętnika położnej
  - Kathy Bates − American Horror Story: Coven

#### Najlepszy aktor drugoplanowy w serialu, miniserialu lub filmie telewizyjnym
- Aaron Paul − Breaking Bad
  - Nikolaj Coster-Waldau − Gra o tron
  - James Wolk − Mad Men
  - Peter Sarsgaard − Dochodzenie
  - Jon Voight − Ray Donovan
  - William Hurt − Bonnie and Clyde: Dead and Alive
  - Jimmy Smits − Synowie Anarchii
  - Corey Stoll − House of Cards